# Avegno Gordevio
Avegno Gordevio je obec ve švýcarském kantonu Ticino, okresu Vallemaggia. Žije zde přibližně 1 500 obyvatel.

## Geografie
Obec se nachází v dolní části údolí Valle Maggia, severozápadně od Locarna. Sousedními obcemi jsou Maggia, Terre di Pedemonte, Orselina, Brione sopra Minusio, Mergoscia a Lavertezzo.

## Historie

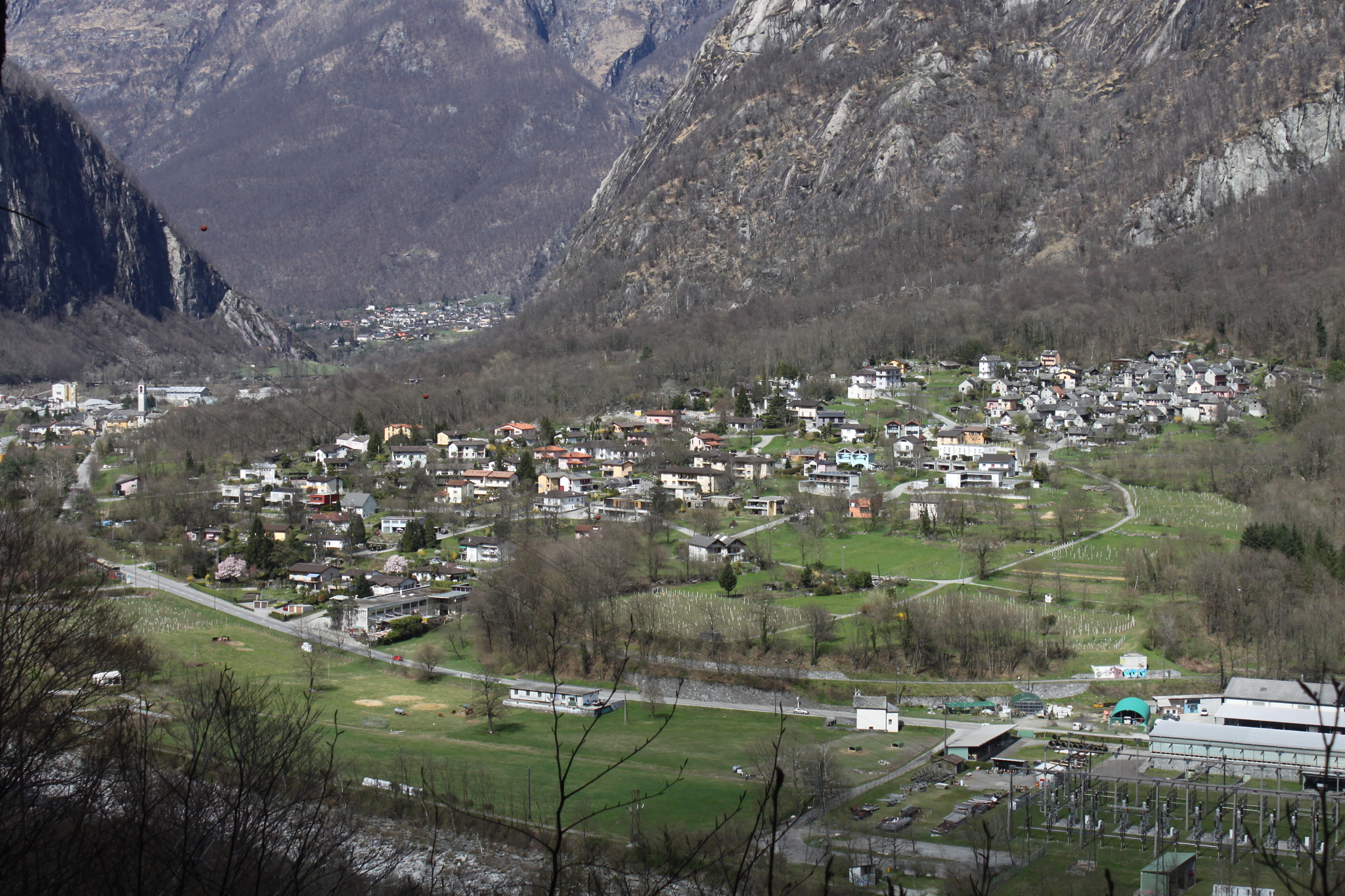
Avegno

Obec Avegno Gordevio vznikla 20. dubna 2008 sloučením dříve samostatných obcí Avegno a Gordevio. Obce Avegno a Gordevio však byly úzce propojeny již ve 14. století, neboť měly společného kaplana. K oficiálnímu oddělení od Maggia však došlo pravděpodobně až kolem roku 1645.

## Obyvatelstvo
| Rok            | 2010 | 2012 | 2014 | 2016 | 2018 |
| Počet obyvatel | 1372 | 1459 | 1457 | 1479 | 1518 |

## Doprava
Většina vesnic (místních částí) v obci je obsluhována autobusovou linkou 315 FART Locarno – Bignasco – Cavergno. Ty leží na hlavní silnici z Locarna přes údolí Valle Maggia.